# Club Deportes Ancud
Club Deportes Ancud —o simplemente Deportes Ancud— fue un equipo de básquetbol de la ciudad de Ancud que participó en la División Mayor del básquetbol chileno de manera intermitente durante 11 temporadas.

## Historia

### Debut Y Campeonato Dimayor de 1987
El equipo nació el 31 de julio de 1987 tras la fusión de dos clubes de la ciudad: Chilolac y Transmarchilay; ambos conjuntos participaban en la competencia zonal sur denominada LIGASUR, y que aglutinaba competidores desde Concepción hasta Chiloé.
Deportes Ancud ingresa a participar a la competencia nacional DIMAYOR en el año 1987, gracias al apoyo de la empresa privada, en forma especial, el aporte de la pesquera American Seafood, la que proporcionó cerca de 8 millones de pesos de la época. El Campeonato Dimayor conformado en ese tiempo, por 16 equipos,  era la corona más importante del básquetbol chileno. En ese mismo año, Universidad Católica, un equipo con muchas figuras destacadas como Paul Gartland, Manuel Herrera, Jorge O Ryan entre otras estrellas y que en ese momento tenía en su favor el haber conseguido el campeonato Dimayor 4 veces consecutivas, fue derrotado por este nuevo equipo de Ancud para sorpresa de todos los entendidos. La hazaña la logró Ancud ganando la Liguilla por el título donde se impuso a Malta Morenita de Osorno, Petrox Universidad del Bío Bío y a la UDE de Temuco. Esto le dio el derecho a jugar la gran final con la U.Católica que había ganado la Fase Regular. En el primer partido, el 13 de Diciembre, en Santiago, Ancud dio la sorpresa y ganó 79-76. En la revancha jugada en Chiloé el 20 de Diciembre , la Católica logró igualar la serie venciendo por 87-79. Esto dio origen a una finalísima a jugarse en Valdivia, el 26 de Diciembre , ciudad donde arribaron miles de hinchas chilotes que vieron coronarse a Deportes Ancud al ganar en emocionante partido a U.Católica por 74-66, quebrando la hegemonía cruzada y logrando su primer título en Dimayor. Inolvidables fueron sus jugadores Julio Córdova, su capitán, Héctor Henriquez, Harold Jones, Wilibaldo Lipski, Hernan Low, Germán Mienert, Hermo Somoza, Luis "Caco" Suárez y Claudio Zamora. Todos ellos, dirigidos por el gran entrenador Luis Pérez. 
Además del título de 1987, posteriormente se logró el campeonato de Dimayor 1989, donde, tras salir tercero en la fase regular, superó a Universidad de Concepción y Español de Talca en los Play off, jugando así una final con el Club Deportivo Valdivia, definición que Ancud hizo suya al ganar la serie por 2 juegos a 0, con marcadores de 84-69 y 77-74.

### 2005
El año 2005 vuelve a la Dimayor con un nuevo y ambicioso proyecto presidido por el empresario español Carlos Vives, con la incorporación del DT Argentino Héctor "Tito" Santini y una plantilla generosa los reconocidos jugadores nacionales Marcelo "Popeye" Ruíz, Patricio Arroyo, Rodrigo Zúñiga, Patricio Briones y Leonel Méndez, además del aporte de los extranjeros Ryan Perryman y Reginald Poole en un comienzo. A mediados de temporada Perryman sería despedido y Michael Maddox ocuparía la plaza extranjera hasta su lesión en playoffs (su reemplazante fue Devon Ford). Aquel año "La Celeste" llegaría hasta semifinales cayendo ante Universidad Católica en 4 partidos finalizando la serie 3-1 para los cruzados.

### 2006
El año 2006 comenzó con prosperas posibilidades de éxito para Deportes Ancud, la participación en Liga Sudamericana hizo que el club contratara refuerzos de gran calidad a nivel nacional; Rodrigo Espinoza, Emilio París y Erik Carrasco llegarían a disputar la titularidad al recordado "trío de oro" Méndez, Zúñiga y Arroyo, además los estadounidenses Kofi Danquah y John Green reforzarían bajo la tabla. Los dirigidos por Mario Spada en el sudamericano celebrado en Uruguay no pudieron superar la fase de grupos, sin embargo le ganó al cuadro local, Paysandú Básquetbol Club por 77-86.
En Libsur Deportes Ancud aparecía como el gran favorito a quedarse con el título y comenzó muy bien triunfando en la 1° fecha ganándole a Deportes Castro en Castro, aunque semanas después de comenzar la liga, se develó la quiebra económica del club, dejando los empleados con libertad de acción. La consecuencia: la partida por motivos económicos del DT Mario Spada, y de los jugadores Patricio Briones y Rodrigo Espinoza (quienes partirían a Liceo Mixto). A pesar de los problemas económicos, la situación deportiva no decayó y de manera romántica el club conquistaría su 1° título de campeón de esta liga, apoyado fielmente por el "Sexto Hombre" nombre de la hinchada del club.
La Dimayor comenzaba para Ancud con los nombres de Rodrigo Muñoz, Johnny Gómez y Kurt Kruger en sus filas que llegaban debido a las bajas de París y Carrasco, además del oriundo de Houston; Louis Truscott y el alabameño (ex Deportes Castro) Bobby Madison. Una temporada aceptable con una buena participación de Truscott bajo la tabla (18 rpp) hizo que a mediados de temporada Deportes Ancud clasifique al TOP 4 que se celebraba en el mismo pabellón en donde "La Celeste" jugaba de local, los demás equipos del cuadrangular fueron Provincial Osorno, Liceo Mixto y Universidad de Concepción

## Jugadores destacados
- Julio Córdoba
- Harold Jones
- Luis "Caco" Suárez
- Hermo Somoza
- Hernan Low
- Patricio Arroyo
- Leonel Méndez
- Rodrigo Zúñiga
- Erik Carrasco
- Ramon Muñoz
- Louis Truscott
- Héctor "Coco" Henríquez

## Palmarés
- División Mayor del Básquetbol de Chile (2): 1987, 1989
- Supercopa Dimayor (1): 1988
- Liga de Básquetbol del Sur de Chile (2): 2006, 2007
- Top 4 División Mayor del Básquetbol de Chile (1):2006